# Генрі Вірц
Генрі Вірц (нар. Hartmann Heinrich Wirz, 25 листопада 1823 — 10 листопада 1865) — швейцарсько-американський офіцер армії Конфедеративних Штатів під час Громадянської війни в США. Він був комендантом частоколу Табору Самтер, табору для військовополонених Конфедерації поблизу Андерсонвіля, штат Джорджія, де майже 13 000 ув'язнених Союзу загинули в результаті нелюдських умов. Після війни Вірца судили і стратили за змову та вбивство, пов'язане з його командуванням табором.
Після своєї страти Вірц став суперечливою фігурою через дискусії про його провину та репутацію, включаючи критику за його особисту відповідальність за умови перебування в Таборі Самтер і якість його післявоєнного суду.

## Рання життя і кар'єра
Хартман Генріх Вірц народився 25 листопада 1823 року в Цюріху, Швейцарія, у родині Йоганна Каспара Вірца, майстра кравця і члена міської ради Цюриха, та Софі Барбари Філіп. Вірц отримав початкову та середню освіту, він прагнув стати лікарем, але його родина не мала коштів, щоб оплатити його медичну освіту. Натомість з 1840 до 1842 року він отримав торгову освіту в Цюріху та Турині, коли почав працювати в універмагі Цюриха. У 1845 році він одружився з Емілі Ошвальд і мав двох дітей.
У 1847 році Вірц був засуджений до чотирьох років ув'язнення за звинуваченням у розкраданні та шахрайстві. Наступного року його звільнили, а покарання замінили на 12 років вигнання з кантону Цюріх, але його дружина відмовилася емігрувати і розлучилася в 1853 році. Вірц спочатку поїхав до Москви у 1848 році, а наступного року до Сполучених Штатів, де знайшов роботу на заводі в Лоуренсі, штат Массачусетс. Через п'ять років він переїхав до Хопкінсвілля, штат Кентуккі, і працював помічником лікаря. Він намагався заснувати власну практику гомеопатичної медицини в Кадісі, штат Кентуккі, а також працював керівником клініки водного лікування в Нортгемптоні, штат Массачусетс.
У 1854 році Вірц одружився з вдовою-методисткою Елізабет Вулф (до шлюбу Савеллс). Разом з двома дочками вони переїхали до Луїзіани, де в 1855 році Вулф народила дочку Кору. У Луїзіані Вірц працював у великого плантатора Левіна Маршалла наглядачем і лікарем плантації.

## Громадянська війна
Після початку Громадянської війни в США в 1861 році 37-річний Вірц записався рядовим до роти А (Піхота Медісон), 4-го батальйону піхоти Луїзіани армії Конфедерації в Медісонському приході. Незадовго до смерті він сказав, що брав участь у битві при Сім Пайнс у травні 1862 року як ад'ютант генерала Джозефа Е. Джонстона, під час якої був поранений м'ячем Міні та втратив можливість використовувати його права рука. Історики заперечують цей звіт, один з яких каже, що поранення насправді могло статися під час місії за шість тисяч миль, щоб відстежити зниклі записи про в'язнів Союзу. Ця подорож і наступні три місяці реабілітації в його будинку були завершені до кінця 1862 року.
Після повернення до свого підрозділу 12 червня 1862 року Вірц отримав звання капітана «за хоробрість на полі бою».  Через його поранення Вірц був призначений до штабу генерала Джона Х. Віндера, який керував таборами військовополонених Конфедерації, як його ад'ютант.
Пізніші звіти дочки Вірца стверджували, що президент Конфедерації Джефферсон Девіс зробив капітана Вірца спеціальним міністром і відправив його до Європи з таємними відправленнями комісарам Конфедерації Джеймсу Мейсону в Англії та Джону Слайделлу у Франції. Вірц повернувся з Європи в січні 1864 року і доповів до Річмонда, штат Вірджинія, де почав працювати на генерала Віндера в тюремному відділі. Спочатку Вірц виконував окремі обов'язки коменданта в'язниці в Алабамі, але потім був переведений, щоб допомагати охороняти в'язнів Союзу, ув'язнених у Річмонді. 

### Табір Самтер

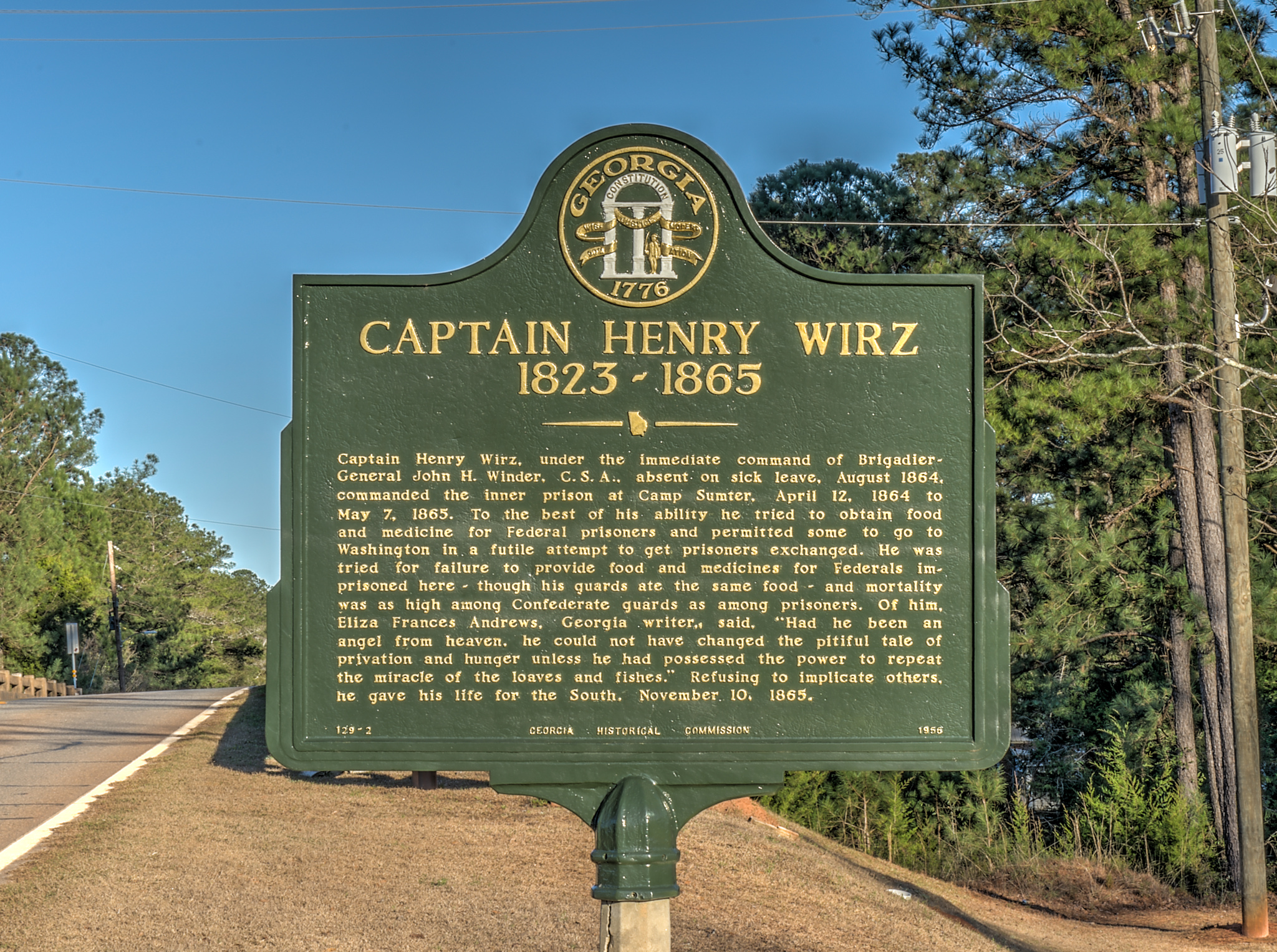
Історичний маркер для Вірца в Андерсонвіллі, штат Джорджія

У лютому 1864 року уряд Конфедерації створив Табір Самтер, велику військову в'язницю поблизу невеликого залізничного депо Андерсона (нині Андерсонвілл) на південному заході Джорджії, побудовану для розміщення військовополонених Союзу. У квітні 1864 року Вірц прибув до табору Самтер і залишився там більше року, обіймаючи посаду коменданта частоколу та його внутрішніх справ. Вірца хвалили його численні начальники і навіть деякі в'язні, і навіть рекомендували до майора, але не підвищили його.
Табір Самтер не був добудований за повним планом, і його швидко охопив наплив в'язнів Союзу. Хоча спочатку планувалися дерев'яні бараки, конфедерати ув'язнили в'язнів у величезному прямокутному загоні під відкритим небом, який спочатку охоплював 16,5 акра (6,7 га)., яка була призначена лише як тимчасова в'язниця до обміну ув'язненими з Союзом. В'язні дали цьому місці назву «Андерсонвілль», яка стала розмовною назвою табору. Табір Самтер страждав від сильної переповненості, поганих санітарних умов, надзвичайної нестачі їжі, інструментів, медичних засобів та питної води.  Вірц визнав, що умови були неадекватними, і звернувся до свого начальства з проханням надати більше підтримки, але йому було відмовлено. У липні 1864 року він відправив до Союзу п'ятьох ув'язнених із петицією, написаною в'язнями з проханням до уряду домовитися про їх звільнення. 
На піку свого розвитку в серпні 1864 р. Кемп Самтер утримував приблизно 32 000 в'язнів Союзу, що технічно робило його п'ятим за величиною містом Конфедерації. Щомісячна смертність від хвороб, дизентерії та недоїдання досягала 3 тис. За 14 місяців існування табору було ув'язнено близько 45 000 в'язнів, з яких близько 13 000 (28 %) померли.

## Суд і розстріл
Вірц був заарештований військовиками 4-ї кавалерії США 7 травня 1865 року в Андерсонвіллі. Спочатку він був доставлений до Мейкона, штат Джорджія, а потім залізницею до Вашингтона, округ Колумбія, і прибув туди 10 травня 1865 року, де він перебував у Старій Капітолійській в'язниці, оскільки федеральний уряд вирішив притягнути його до суду за змову з метою пошкодити життя військовополонених Союзу. Була скликана спеціальна Військова комісія у складі голови генерал-майора Лью Уоллеса. Іншими членами були Гершом Мотт, Джон В. Гірі, Лоренцо Томас, Френсіс Фессенден, Едвард С. Брегг, Джон Ф. Балльєр, волонтери США Т. Олкок (4-а артилерія Нью-Йорка) і Джон Х. Стіббс. Волонтер з Айови — полковник Нортон П. Чіпмен був суддею-адвокатом. Під час судового процесу гангрена заважала Вірцу сидіти, і він провів все судове засідання на дивані.

### Звинувачення
Військовий трибунал відбувся з 23 серпня по 18 жовтня 1865 року у Позовному суді Сполучених Штатів і домінував на перших сторінках газет по всій Сполучених Штатах. Вірца було звинувачено у «об'єднанні, об'єднанні та змові разом із Джоном Х. Віндером, Річардом Б. Віндером, Джозефом [Ісайєю Х.] Уайтом, В. С. Віндером, Р. Р. Стівенсоном та іншими невідомими, щоб пошкодити здоров'я та знищити життя солдатів на військовій службі Сполучених Штатів, які потім утримувались і були військовополоненими в межах так званих Конфедеративних Штатів, а також у їхніх військових в'язницях, щоб армії Сполучених Штатів могли бути ослаблені та пошкоджені, порушуючи закони та звичаї війни» та за «порушення законів війни, завдаючи шкоди здоров'ю та руйнуванню життя — піддаючи катуванням і великим стражданням; ув'язнення в нездорових і нездорових приміщеннях; піддаючи ненав'язливості зими, росам і палючому сонцю літа, змушуючи використовувати нечисту воду, а також забезпечуючи недостатню і шкідливу їжу — великої кількості федеральних ув'язнених». Вірца звинуватили у скоєнні 13 актів особистої жорстокості та вбивств у серпні 1864 року: з револьвером (специфікації 1, 3, 4), фізично тупаючи та б'ючи жертву (специфікація 2), утримуючи в'язнів у запасах (специфікації 5, 6)., шляхом побиття ув'язненого револьвером (специфікація 13) та шляхом сковування ув'язнених разом (специфікація 7). Вірца також звинувачували в тому, що він наказав охоронцям стріляти по в'язням з мушкетів (специфікації 8, 9, 10, 12) і наказати собакам нападати на в'язнів, що втекли (специфікація 11). Вірц був визнаний винним за всіма звинуваченнями, крім вбивства в специфікації 4

### Свідчення
Служба національних парків перелічує 158 свідків, які свідчили на суді, включаючи колишніх в'язнів Кемп Самтер, колишніх солдатів Конфедерації та жителів сусіднього Андерсонвілля. За словами Бенджаміна Г. Клойда, 145 свідчили, що не спостерігали, як Вірц вбивав жодного в'язня; інші не змогли ідентифікувати конкретних жертв. Дванадцять сказали, що були свідками жорстокості з боку Вірца. Один свідок, Фелікс де ла Бом, який стверджував, що є нащадком маркіза де Лафайєта, визначив під присягою жертву, нібито вбиту Вірцем особисто. Серед тих, хто дав свідчення, був отець Пітер Вілан, католицький священник, який працював із ув'язненими, який свідчив від імені Вірца.

### Вердикт
У своїй заключній заяві генеральний суддя (прокурор) Джозеф Холт, який також переслідував судові процеси щодо вбивства Лінкольна, зневажав Вірца і заявив, що «його робота смерті, здається, була сатурналією насолоди для ув'язненого [Вірца], який серед цих диких оргій свідчив про таке ликування і змішав з ними таке безіменне богохульство та непристойні жарти, що часом показують його радше демоном, ніж людиною».
На початку листопада 1865 року Військова комісія оголосила, що визнала Вірца винним у змові згідно з обвинуваченнями, а також за 11 з 13 пунктів звинувачення в актах особистої жорстокості, і засудила його до смертної кари.
У листі до президента США Ендрю Джонсона Вірц попросив про помилування, але лист залишився без відповіді. У ніч перед стратою Луїсу Ф. Шаде, адвокату, який працював від імені Вірца, емісар високопоставленого урядовця сказав, що якщо Вірц звинуватить Джефферсона Девіса в звірствах, скоєних в Андерсонвіллі, його вирок буде пом'якшено. Нібито Шайд повторив пропозицію Вірцу, який відповів: «Пане Шаде, ви знаєте, що я завжди казав вам, що нічого не знаю про Джефферсона Девіса. Він не мав зі мною жодного зв'язку з тим, що було зроблено в Андерсонвіллі. Якби я знав щось про нього, я б не став зрадником ні нього, ні когось іншого, навіть щоб врятувати своє життя». Рев. PE Bole прийняв того самого відвідувача, а пізніше надіслав листа Джефферсону Девісу, який включив його, а також відповідь Вірца Шаде у свою книгу " Андерсонвілль та інші військові тюрми " (1890). Інтендант Андерсонвілля Річард Б. Віндер, який на той час перебував у в'язниці, також підтвердив цей епізод.

### Страта

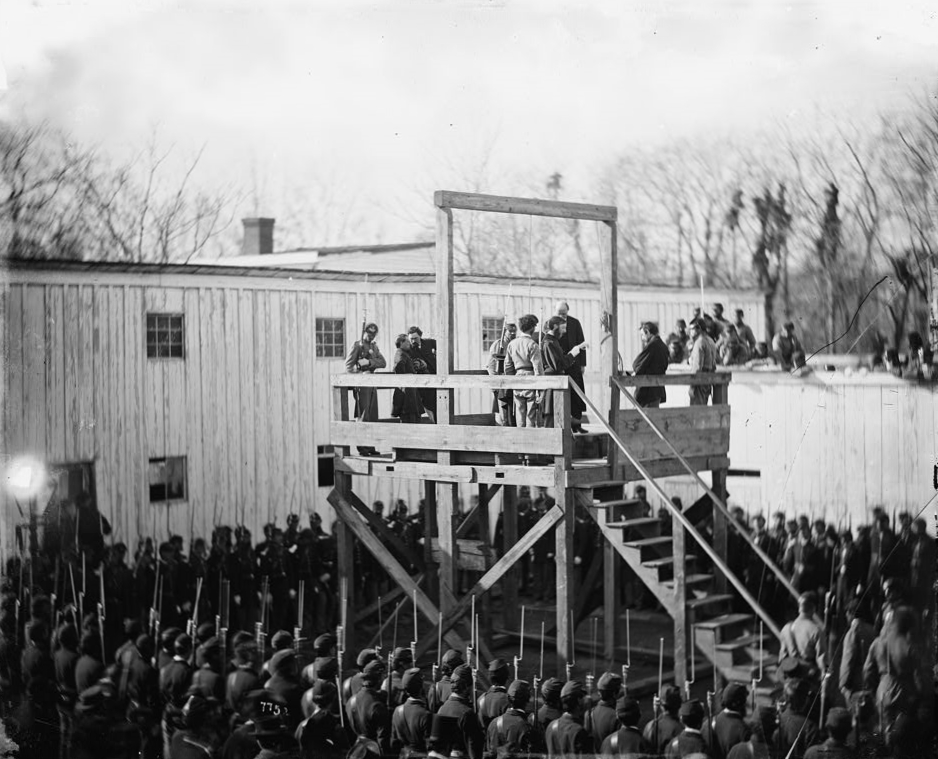
Вірц чує свій смертний вирок на ешафоті біля Капітолію США

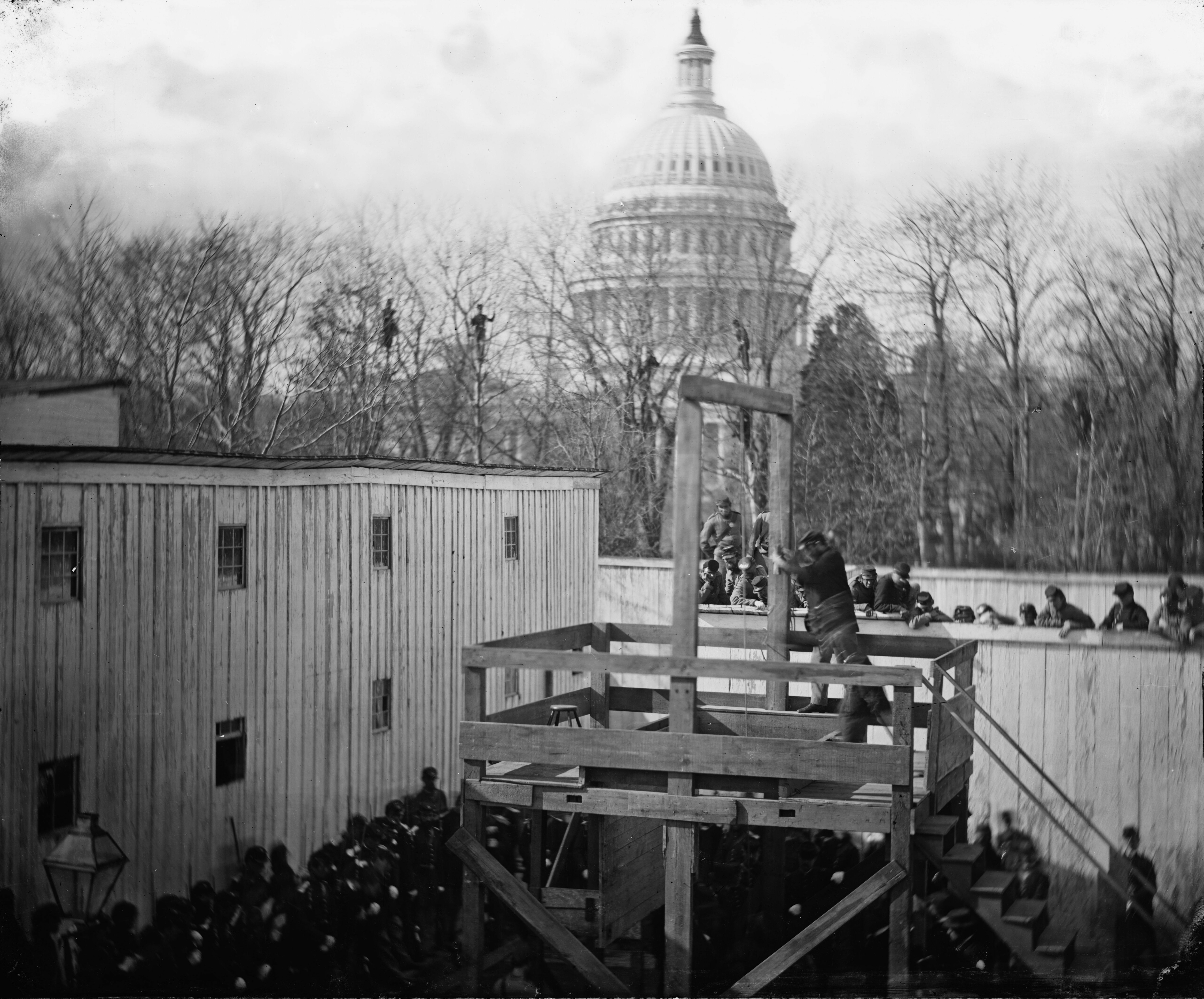
Страта Вірца через кілька моментів після відкриття люка

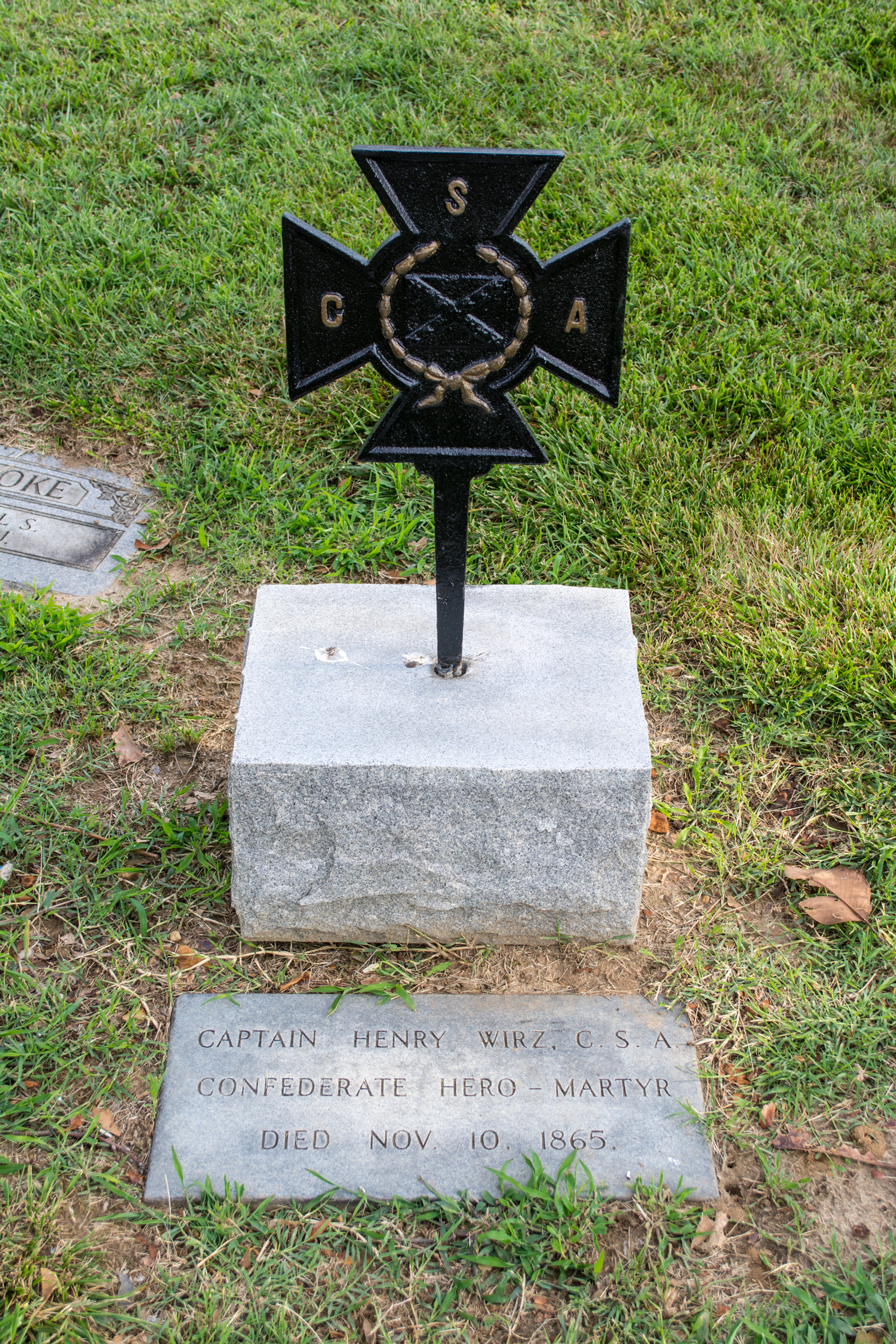
Знак могили Вірца на кладовищі Маунт-Олівет, що позначає його як героя і мученика

Вірца повісили о 10:32 ранку 10 листопада 1865 року у в'язниці Old Capitol у Вашингтоні, округ Колумбія, розташованої поруч з Капітолією США.  Його шия не зламалася від падіння, і натовп з 200 глядачів, які охороняли 120 солдатів, спостерігали, як він звивався і повільно душився. Вірца поховали на кладовищі Маунт-Олівет у Вашингтоні, округ Колумбія
Вірц був одним із двох чоловіків, яких судили, засудили та стратили за воєнні злочини під час Громадянської війни, а інший був партизаном Конфедерації Чемп Фергюсон. Солдати Конфедерації Роберт Кобб Кеннеді, Сем Девіс і Джон Йейтс Білл були страчені за шпигунство, а Марселлус Джером Кларк і Генрі К. Магрудер були страчені за те, що були партизанами. 
У 1869 році Шайд отримав дозвіл від президента Джонсона перепоховати тіло Вірца, яке було поховано у Вашингтонському Арсеналі разом з вбивцями Лінкольна. Під час перевезення тіла було виявлено, що під час розтину була вилучена права рука, а також частини шиї та голови. Станом на кінець 1990-х років у Національному музеї здоров'я та медицини все ще було два його хребці.

## Дискусія

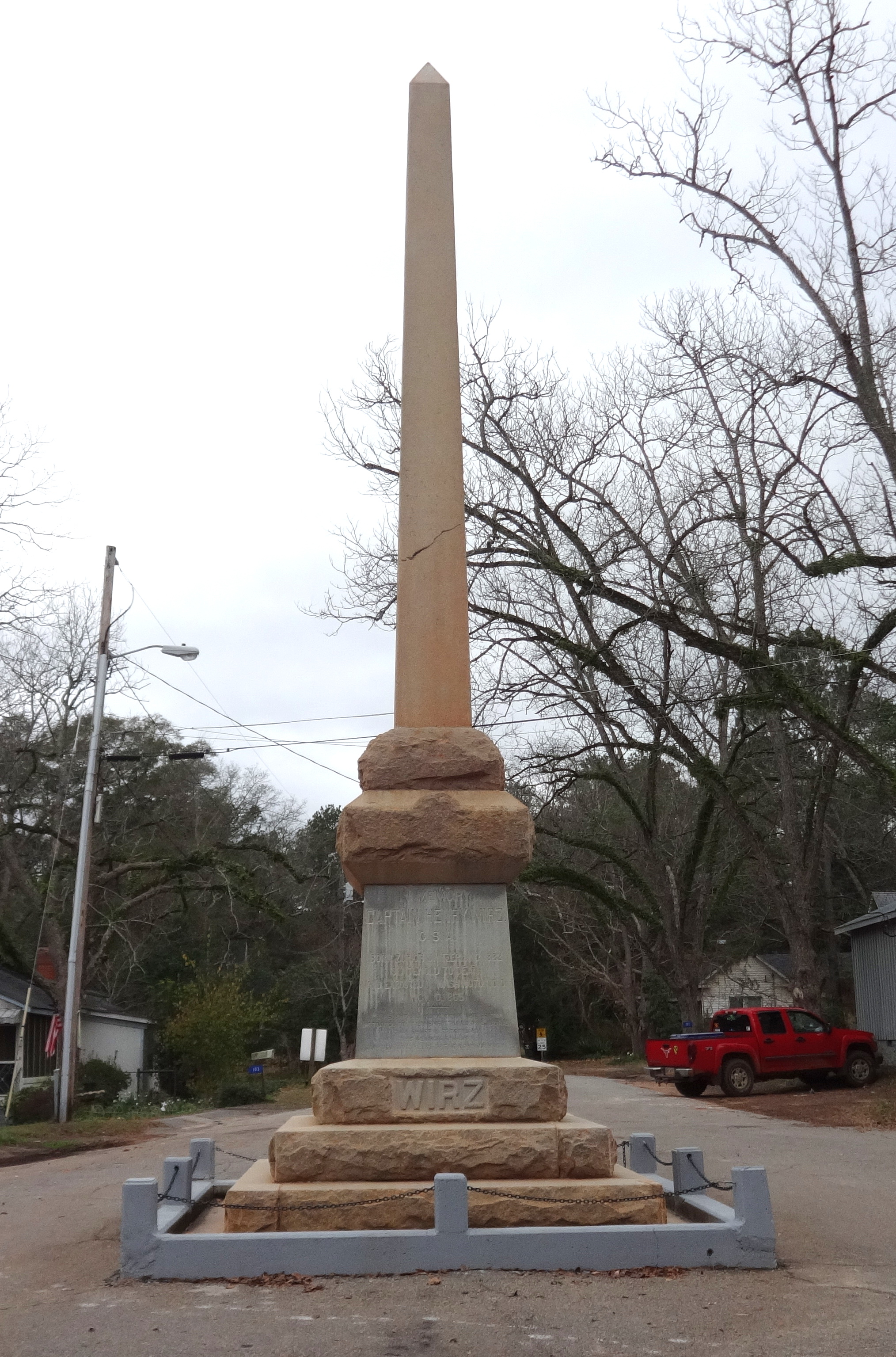
Пам'ятник Вірцу в Андерсонвіллі

Суперечка Вірца виникла з питань, що залишилися після його судового процесу, що стосуються провини та відповідальності за численні смерті військовополонених у таборах з обох сторін після припинення дії угоди про обмін полоненими картелю Дікс-Хілл у липні 1863 року.
Велика армія Республіки, Об'єднані ветерани Конфедерації, Сини ветеранів Конфедерації (SCV) і Об'єднані дочки Конфедерації (UDC), серед інших, викликали сумні спогади про в'язнів Громадянської війни, які зображували Вірца або лиходія, або мученика. -герой, тим самим ще більше сприяючи суперечці. З 1899 по 1916 рік шістнадцять штатів встановили пам'ятники, присвячені в'язням табору Самтер. У відповідь Об'єднані дочки Конфедерації ініціювали будівництво пам'ятника Генрі Вірцу в Андерсонвіллі, штат Джорджія. Щороку УДК та СЦВ проводять панахиду біля пам'ятника. Донедавна SCV щороку ходила до меморіалу Вірца в Андерсонвіллі разом із прихильниками помилування Конгресом для нього. SCV посмертно нагородив Вірца своєю Почесною медаллю Конфедерації, створеною в 1977 році
Під час і після судового процесу Вірц був оголошений судом громадської думки як «Демон Андерсонвілля». Одна з суперечок стосується свідка обвинувачення, Фелікса де ла Бома, який насправді був Феліксом Оссером, дезертиром із 7-го нью-йоркського полку добровольців (Steuben). За даними Служби національних парків, де ла Бом, безперечно, був ув'язненим в Андерсонвіллі, і це міф, що він був ключовим свідком на судовому процесі.
Через час деякі автори припустили, що трибунал Вірца був несправедливим і стверджували, що «Вірц не отримав справедливого суду. Проте він був визнаний винним і засуджений до смертної кари». Навіть кілька його колишніх ув'язнених визнали під час судового процесу, що невелика підтримка, яку Вірц отримав від уряду Конфедерації щодо їжі, води та медикаментів, виключала умови в Андерсонвіллі за межі його відповідальності.  У 1980 році історик Морган Д. Піплс назвав Вірца " козлом відпущення ". Засудження Вірца залишається спірним.
Незважаючи на навколишні суперечки, процес Вірца був одним із значущих трибуналів на ранніх військових злочинах у країні, створивши стійкі моральні та юридичні уявлення та встановив прецедент, що певна поведінка під час війни є неприйнятною, незалежно від того, чи була вона скоєна за наказом начальства чи за власним бажанням.

## У масовій культурі
Вірц — важливий персонаж роману Маккінлея Кантора, який отримав Пулітцерівську премію, " Андерсонвіль " (1955), представлений у третьому розділі під час його місії до Франції в жовтні 1863 року. У п'єсі Сола Левітта " Процес Андерсонвілла " 1959 року Вірца вперше зіграв Герберт Бергхоф. Коли п'єсу було відтворено для епізоду сезону Голлівудського телетеатру PBS 1970–71 років, Вірца зобразив Річард Бейсхарт. Вірца зіграв актор Ян Тршіска в американському фільмі " Андерсонвіль " (1996).

## Дивитися також
- Ліббі (в'язниця)
- Токійські випробування
- Концтабори